# Почетне
Поче́тне (до 1948 року — Тузла, крим. Tuzla) — село Перекопського району Автономної Республіки Крим.
Розташоване на півночі району.
Відстань від райцентру до населеного пункта становить 4 кілометрів по прямій.

## Історія
Перша згадка села зустрічається у «Книзі подорожей» Евлії Челебі під 1667 роком:
…поселення Тузла. Воно розташоване на березі гіркого озера, у ньому триста будинків, критих дерном, стіни яких складені з дощок та бичачого гною. Весь народ тут – бідняки. Вони брилами добувають сіль.
18 травня 1948 року Указом Президії Верховної Ради РРФСР село перейменували на Почетне. Українізована російська назва Почетне від рос. Почетное (Почьотноє), означає Вшановане або Поважне.